# Matrice CKM
Pour les articles homonymes, voir CKM.
En physique, et plus précisément dans le modèle standard de la physique des particules, la matrice CKM, ou matrice de Cabibbo-Kobayashi-Maskawa, est une matrice unitaire qui contient les informations sur la probabilité de changement de saveur d’un quark lors d’une interaction faible. Techniquement, elle décrit la différence entre les états propres des quarks libres et les états propres des quarks en interaction faible.

## Histoire
Les éponymes de la matrice sont le physicien italien Nicola Cabibbo (1935-2010) et les physiciens japonais Makoto Kobayashi et Toshihide Maskawa (1940-2021).
Kobayashi et Maskawa l'ont proposée en 1973 pour expliquer la violation de CP.

## Présentation
Si {\displaystyle |d\rangle }, {\displaystyle |s\rangle } et {\displaystyle |b\rangle } sont les états propres de masse, et {\displaystyle |d'\rangle }, {\displaystyle |s'\rangle } et {\displaystyle |b'\rangle } sont les états propres de saveur, on a la relation :
{\displaystyle {\begin{pmatrix}V_{ud}&V_{us}&V_{ub}\\V_{cd}&V_{cs}&V_{cb}\\V_{td}&V_{ts}&V_{tb}\end{pmatrix}}\cdot {\begin{pmatrix}\left|d\right\rangle \\\left|s\right\rangle \\\left|b\right\rangle \end{pmatrix}}={\begin{pmatrix}\left|d'\right\rangle \\\left|s'\right\rangle \\\left|b'\right\rangle \end{pmatrix}}},
où {\displaystyle V_{ij}} est la matrice CKM.
Cette matrice peut être paramétrée par trois angles de mélange ({\displaystyle \theta _{12},\theta _{13}} et {\displaystyle \theta _{23}}) et une phase de violation de CP ({\displaystyle \delta }). En définissant {\displaystyle s_{ij}=\sin \theta _{ij}} et {\displaystyle c_{ij}=\cos \theta _{ij}}, nous pouvons écrire la matrice CKM sous la forme :
{\displaystyle {\begin{pmatrix}c_{12}c_{13}&s_{12}c_{13}&s_{13}e^{-i\delta _{13}}\\-s_{12}c_{23}-c_{12}s_{23}s_{13}e^{i\delta _{13}}&c_{12}c_{23}-s_{12}s_{23}s_{13}e^{i\delta _{13}}&s_{23}c_{13}\\s_{12}s_{23}-c_{12}c_{23}s_{13}e^{i\delta _{13}}&-c_{12}s_{23}-s_{12}c_{23}s_{13}e^{i\delta _{13}}&c_{23}c_{13}\end{pmatrix}}}
où :
- {\displaystyle c_{ij}=\cos \theta _{ij}} et {\displaystyle s_{ij}=\sin \theta _{ij}}[2] ;
- {\displaystyle \theta _{12}}, {\displaystyle \theta _{23}} et {\displaystyle \theta _{13}} sont les trois angles d'Euler[2] ;
- {\displaystyle \delta } est la phase de violation de CP[2].

Les modules des éléments de cette matrice peuvent être mesurés expérimentalement. En 2012, les valeurs sont :
{\displaystyle {\begin{pmatrix}0{,}97435&0{,}2250&0{,}00369\\0{,}22486&0{,}97349&0{,}04182\\0{,}00857&0{,}0411&0{,}999118\end{pmatrix}}}

#### Publications originales
- [Cabibbo 1963] (en) Nicola Cabibbo, « Unitary symmetry and leptonic decays », Physical Review Letters, vol. 10, no 12,‎ 15 juin 1963, p. 531-533 (OCLC 4640025578, DOI 10.1103/PhysRevLett.10.531, Bibcode 1963PhRvL..10..531C, S2CID 119726977, lire en ligne  [PDF]).
- [Kobayashi et Maskawa 1973] (en) Makoto Kobayashi et Toshihide Maskawa, « CP-violation in the renormalizable theory of weak interaction », Progress of Theoretical Physics, vol. 49, no 2,‎ février 1973, p. 652-657 (OCLC 8092469872, DOI 10.1143/PTP.49.652, Bibcode 1973PThPh..49..652K, hdl 2433/66179, S2CID 14006603, résumé, lire en ligne  [PDF]).

#### Manuels d'enseignement supérieur
- [Aitchison et Hey 2013] (en) Ian J. R. Aitchison et Anthony J. G. Hey, Gauge theories in particle physics : a practical introduction, t. II : Non-Abelian gauge theories : QCD and the electroweak theory, Boca Raton, CRC, hors coll., mars 2013, 4e éd. (1re éd. 1982), XIV-504 p., 15,6 × 23,4 cm (ISBN 978-1-4665-1307-5, EAN 9781466513075, OCLC 874122320, BNF 44259373, DOI 10.1201/9781466513105, S2CID 126238718, SUDOC 177101202, présentation en ligne, lire en ligne  [PDF]).
- [Williams 2022] (en) Anthony G. Williams, Quantum field theory : classical mechanics to gauge field theories, Cambridge, CUP, coll. « Higher education », novembre 2022, 1re éd., XIX-772 p., 20,3 × 25,4 cm (ISBN 978-1-108-47090-2, EAN 9781108470902, OCLC 1328006357, DOI 10.1017/9781108585286, S2CID 252056623, SUDOC 263628086, présentation en ligne, lire en ligne).

#### Dictionnaires et encyclopédies
- [Taillet, Villain et Febvre 2018] Richard Taillet, Loïc Villain et Pascal Febvre, Dictionnaire de physique, Louvain-la-Neuve, De Boeck Université, hors coll., janvier 2018, 4e éd. (1re éd. mai 2008), X-956 p., 17 × 24 cm (ISBN 978-2-8073-0744-5, EAN 9782807307445, OCLC 1022951339, BNF 45646901, HAL hal-02017867, SUDOC 224228161, résumé, présentation en ligne, lire en ligne).